# Анимациони студио
Анимациони студио, познат и као студио за анимацију, је продуцентска кућа која производи анимирани садржај.